# 福拉诺
福拉诺（義大利語：Forano），是意大利列蒂省的一个市镇。总面积17.55平方公里，人口3052人，人口密度173.9人/平方公里（2009年）。ISTAT代码为057029。